# Arvo Jaakko Juhani Jalas
Arvo Jaakko Juhani Jalas (Hämeenlinna, 7 de mayo de 1920-Helsinki, 1 de diciembre de 1999) fue un botánico y profesor finés; muy reconocido por su Flora de Finlandia. Trabajó académicamente en la Universidad de Helsinki, y se retiró en 1984.

## Biografía
Comenzó sus estudios universitarios en 1938, un año antes de la guerra finesa-soviética, donde peleó en el frente, y sobrevivió milagrosamente, inclusive a la segunda guerra contra los soviéticos (1941-1944). En ese periodo, realizó expediciones botánicas a Karelia (hoy República de Carelia), territorio invadido por los soviéticos.

## Algunas publicaciones
- 1976. Kutsu kuulemaan Aviso de audiencia)
- 1949. Tellima grandiflora (Pursh) Dougl. found naturalized in Finland
- 1948. Eastern forms of Thymus pulegioides Linn. in the Flora of Fennoscandia.

### Libros
- timo Koponen, jaakko Jalas, aulikki Salmia. 2002. Ekonominen kasvitiede (botánica econométrica).

Volumen 181 de Helsingin yliopiston kasvitieteen monisteita. 134 pp. ISBN 9521005211
- 1999. Resedaceae to Platanaceae. Volumen 12 de Atlas florae Europaeae. Ed. Committee for Mapping the Flora of Europe, Societas Biologica Fennica Vanamo. 250 pp.
- 1988. Atlas Florae Europaeae: Distribution of vascular plants in Europe. III. Caryophyllaceae (Alsinoideae and Paronychioideae) 7. Caryophyllaceae (Silenoideae), Volumen 6. Ed. Juha Suominen & Cambridge University Press. 237 pp. ISBN 0521342724
- 1983. Caryophyllaceae (Alsinoideae and Paronychioideae). Volumen 6 de Atlas Florae Europaeae: Distribution of Vascular Plants in Europe. Ed. Juha Suominen & Committee for Mapping the Flora of Europe. 176 pp. ISBN	951910805X
- 1979. Polygonaceae. Ed. Committee for Mapping the Flora of Europe. 71 pp.
- 1972. Atlas Florae Europaeae: distribution of vascular plants in Europe. 1: Pteriophyta (Psilotaceae to Azollaceae). Ed. Akateeminen Kirjakaupa. 121 pp.
- --------------, pirjo rae Raitanen. 1962. Populationsstudien an Melempyrum pratense L. in Finnland: II. Die Variation im Lichte des Herbariummaterials im Botanischen Museum der Universität Helsinki. Volumen 34, N.º 1 de Annales Botanici Societatis Zoologicæ Botanicæ Fennicæ "Vanamo". 21 pp.
- --------------, viking Nyström. 1962. 100 huonekasvia (100 plantas de interior). Ed. Helsingissä Kustannusokakeyhtiö Otava. 238 pp.
- 1953. Rokua suunnitellun kansallispuiston kasvillisuus ja kasvisto (Rokua la propuesta de Parque Nacional, la vegetación y la flora). Volumen 81 de Silva fennica. Ed. Suomen Metsätieteellinen Seura. 97 pp.
- agnes Wernstedt, bertel Widén, carl wilhelm Cedercreutz, hans Luther, ib Holm-Jensen, jaakko Jalas, veijo Wartiovaara. 1944. The permeability of Tolypellopsis cells for heavy water and methyl alcohol. Acta botanica Fennica. Ed. Tilgmann. 21 pp.

### Atlas Flora Europaeae
- Jalas, J. & Suominen, J. (ed.) 1972: Atlas Florae Europaeae. 1. Pteridophyta (Psilotaceae a Azollaceae). - 121 pp. Helsinki
- Jalas, J. & Suominen, J. (ed.) 1973: Atlas Florae Europaeae. 2. Gymnospermae (Pinaceae a Ephedraceae). - 40 pp. Helsinki
- Jalas, J. & Suominen, J. (ed.) 1976: Atlas Florae Europaeae. 3. Salicaceae a Balanophoraceae. - 128 pp. Helsinki
- Jalas, J. & Suominen, J. (ed.) 1979: Atlas Florae Europaeae. 4. Polygonaceae. - 71 pp. Helsinki
- Jalas, J. & Suominen, J. (ed.) 1980: Atlas Florae Europaeae. 5. Chenopodiaceae a Basellaceae. - 119 pp. Helsinki
- Jalas, J. 1983: Atlas Florae Europaeae notes. l. New nomenclatural combinations in Alsinoideae and Paronychioideae (Caryophyllaceae). - Ann. Bot. Fennici 20: 109-111
- Jalas, J. & Suominen, J. (ed.) 1983: Atlas Florae Europaeae. 6. Caryophyllaceae (Alsinoideae y Paronychioideae). - 176 pp. Helsinki
- Jalas, J. 1985: Atlas Florae Europaeae notes. 5. New nomenclatural combinations in Dianthus and Aconitum. - Ann. Bot. Fennici 22: 219-221
- Jalas, J. & Suominen, J. (ed.) 1986: Atlas Florae Europaeae. 7. Caryophyllaceae (Silenoideae). - 229 pp. Helsinki
- Jalas, J. 1988: Atlas Florae Europaeae notes. 9-11. Ranunculaceae. - Ann. Bot. Fennici 20: 109-111
- Jalas, J. & Suominen, J. (ed.) 1988: Atlas Florae Europaeae. I-III. - Publicado como compendio facsímil del Atlas Florae Europaeae 1-7 (1972–86). Cambridge
- Jalas, J. & Suominen, J. (ed.) 1989: Atlas Florae Europaeae. 8. Nymphaeaceae a Ranunculaceae. - 261 pp. Helsinki
- Jalas, J. & Suominen, J. (ed.) 1991: Atlas Florae Europaeae. 9. Paeoniaceae a Capparaceae. - 110 pp. Helsinki
- Jalas, J. & Suominen, J. (ed.) 1994: Atlas Florae Europaeae. 10. Cruciferae (Sisymbrium a Aubrieta). - 224 pp. Helsinki
- Jalas, J. 1996: Atlas Florae Europaeae notes. 13. Suggestions on Alyssum and Lepidium (Cruciferae). - Ann. Bot. Fennici 33: 283-284
- Jalas, J., Suominen, J. & Lampinen, R. (ed.) 1996: Atlas Florae Europaeae. 11. Cruciferae  (Ricotia  a Raphanus). - 310 pp. Helsinki
- Jalas, J., Suominen, J., Lampinen, R. & Kurtto, A. (ed.) 1999: Atlas Florae Europaeae. 12. Resedaceae a Platanaceae. - 250 pp. Helsinki

## Honores
- Profesor Emérito

- La abreviatura «Jalas» se emplea para indicar a Arvo Jaakko Juhani Jalas como autoridad en la descripción y clasificación científica de los vegetales.[2]